# 2771 Polzunov
2771 Polzunov eller 1978 SP7 är en asteroid i huvudbältet som upptäcktes den 26 september 1978 av den sovjetisk-ryska astronomen Ljudmila Zjuravljova vid Krims astrofysiska observatorium på Krim. Den har fått sitt namn efter Ivan Polzunov.
Asteroiden har en diameter på ungefär 11 kilometer.